# حقیقت تنها پیروزی است
حقیقت تنها پیروزی است (انگلیسی: Satyameva Jayate) یک فیلم اکشن هندی است که در ماه اوت سال ۲۰۱۸ میلادی اکران شده‌است.
خلاصه داستان:
فردی ناشناس (جان آبراهام) دست به کشتن پلیس‌های فاسد می‌زند. در این بین یک بازرس درستکار به نام شیوانش (مانوج باجپایی) تصمیم میگرد که به هر نحو جلوی این فرد را بگیرد اما در ادامه…
دنباله معنوی این فیلم در سال ۲۰۲۱ با نام حقیقت تنها پیروزی است ۲ ساخته شد.

## بازیگران
- جان آبراهام
- مانوج باجپایی
- آمروتا خانویلکار
- آیشا شرما
- نورا فتحی